# Gnophos wiltshirei
Gnophos wiltshirei là một loài bướm đêm trong họ Geometridae.